# 土地徵收條例
《土地徵收條例》頒定公佈於2000年2月2日，為中華民國政府因應土地徵收所制定的相關法律，是《土地法》的特別法，並與《中華民國憲法》及《土地法》第五編「土地徵收」之相關規定共同架構成為中華民國的土地徵收制度。

## 沿革
- 1993年：內政部著手研擬「土地徵收條例」。[1]
- 2000年2月2日：總統令制定公布全文63條，並自公布日施行。
- 2002年12月11日：總統令增訂公布第36-1條條文。
- 2012年1月4日：修正公布第 1、5、7、10、11、13、15、20、22、25、27、29、30、33、38、40、44、49～52、53～55、58、59、63  條條文及第五章章名；增訂第 3-1、3-2、13-1、18-1、34-1、43-1、52-1 條條文。
- 2012年9月1日：第30條施行。

## 立法目的
- 2012年修正以前：為實施土地徵收，促進土地利用，增進公共利益，保障私人財產。[註 1]
- 2012年修正以後：為規範土地徵收，確保土地合理利用，並保障私人財產，增進公共利益。

## 法律架構
- 總則
- 徵收程序
- 徵收補償
- 區段徵收
- 徵收之撤銷及廢止
- 附則

## 相關法律
- 土地法

## 外部連結
- （繁體中文）土地徵收條例 - 全國法規資料庫 （页面存档备份，存于）